# マーク・トウェイン州立公園
マーク・トウェイン州立公園(Mark Twain State Park)は、 ミズーリ州モンロー郡のマーク・トウェイン湖にある 2,775 エーカー (1,123 ヘクタール) にわたる公共レクリエーション・エリアである。州立公園には、ウォーター レクリエーション、ハイキング コース、キャンプ場がある。
マーク・トウェイン生家に隣接している。
バザーズ・ルーストのマーク・トウェイン州立公園ピクニック シェルターは、マークトウェイン州立公園にある歴史的なピクニックシェルターである。このシェルターは、全員がアフリカ系アメリカ人の市民保全部隊によって 1941 年頃に建設されたものである。シェルターは素朴なスタイルの石で作られたもので、1985 年に国家歴史登録財に登録された。